# Stagioni dei San Francisco 49ers
Questa è la lista delle stagioni sportive dei San Francisco 49ers nella National Football League che documenta i risultati stagione per stagione dal 1946 ad oggi, compresi i risultati nei play-off.

## Risultati stagione per stagione
| Cronistoriadei San Francisco 49ers | Cronistoriadei San Francisco 49ers | Cronistoriadei San Francisco 49ers | Cronistoriadei San Francisco 49ers | Cronistoriadei San Francisco 49ers | Cronistoriadei San Francisco 49ers | Cronistoriadei San Francisco 49ers | Cronistoriadei San Francisco 49ers | Cronistoriadei San Francisco 49ers | Cronistoriadei San Francisco 49ers | Cronistoriadei San Francisco 49ers                                                                            |                              |
| Stagione di lega                   | Stagione di squadra                | Lega                               | Conference                         | Division                           | Stagione regolare                  | Stagione regolare                  | Stagione regolare                  | Stagione regolare                  | Play-off | Premi individuali                                                                                             |                              |
| Stagione di lega                   | Stagione di squadra                | Lega                               | Conference                         | Division                           | Pos.                               | V                                  | S                                  | P                                  | Play-off | Premi individuali                                                                                             |                              |
| ---------------------------------- | ---------------------------------- | ---------------------------------- | ---------------------------------- | ---------------------------------- | ---------------------------------- | ---------------------------------- | ---------------------------------- | ---------------------------------- | --- | --- | ---------------------------- |
| 1946                               | 1946                               | AAFC                               |                                    | Western                            | 2                                  | 9                                  | 5                                  | 0                                  | non disputati | Inseriti nella AAFC Western.                                                                                  |                              |
| 1947                               | 1947                               | AAFC                               |                                    | Western                            | 2                                  | 8                                  | 4                                  | 2                                  | non disputati | |                              |
| 1948                               | 1948                               | AAFC                               |                                    | Western                            | 2                                  | 12                                 | 2                                  | 0                                  | non disputati | |                              |
| 1949                               | 1949                               | AAFC                               |                                    |                                    | 2                                  | 9                                  | 3                                  | 0                                  | V primo turno contro i New York Yankees (17-7) S AAFC Championship contro i Cleveland Browns (21-7)                                                                      | |                              |
| 1950                               | 1950                               | NFL                                | National                           |                                    | 5                                  | 3                                  | 9                                  | 0                                  | non disputati | Inseriti nella NFL National.                                                                                  |                              |
| 1951                               | 1951                               | NFL                                | National                           |                                    | 3                                  | 7                                  | 4                                  | 1                                  | non disputati | |                              |
| 1952                               | 1952                               | NFL                                | National                           |                                    | 3                                  | 7                                  | 5                                  | 0                                  | non disputati | |                              |
| 1953                               | 1953                               | NFL                                | Western                            |                                    | 3                                  | 9                                  | 3                                  | 0                                  | non disputati | Inseriti nella NFL Western.                                                                                   |                              |
| 1954                               | 1954                               | NFL                                | Western                            |                                    | 3                                  | 7                                  | 4                                  | 1                                  | non disputati | |                              |
| 1955                               | 1955                               | NFL                                | Western                            |                                    | 5                                  | 4                                  | 8                                  | 0                                  | non disputati | |                              |
| 1956                               | 1956                               | NFL                                | Western                            |                                    | 3                                  | 5                                  | 6                                  | 1                                  | non disputati | |                              |
| 1957                               | 1957                               | NFL                                | Western                            |                                    | 2                                  | 8                                  | 4                                  | 0                                  | S Conference Championship contro i Detroit Lions (31-27) | |                              |
| 1958                               | 1958                               | NFL                                | Western                            |                                    | 4                                  | 6                                  | 6                                  | 0                                  | non disputati | |                              |
| 1959                               | 1959                               | NFL                                | Western                            |                                    | 4                                  | 7                                  | 5                                  | 0                                  | non disputati | |                              |
| 1960                               | 1960                               | NFL                                | Western                            |                                    | 3                                  | 7                                  | 5                                  | 0                                  | non disputati | |                              |
| 1961                               | 1961                               | NFL                                | Western                            |                                    | 5                                  | 7                                  | 6                                  | 1                                  | non disputati | |                              |
| 1962                               | 1962                               | NFL                                | Western                            |                                    | 5                                  | 6                                  | 8                                  | 0                                  | non disputati | |                              |
| 1963                               | 1963                               | NFL                                | Western                            |                                    | 7                                  | 2                                  | 12                                 | 0                                  | non disputati | |                              |
| 1964                               | 1964                               | NFL                                | Western                            |                                    | 7                                  | 4                                  | 10                                 | 0                                  | non disputati | |                              |
| 1965                               | 1965                               | NFL                                | Western                            |                                    | 4                                  | 7                                  | 6                                  | 1                                  | non disputati | |                              |
| 1966                               | 1966                               | NFL                                | Western                            |                                    | 4                                  | 6                                  | 6                                  | 2                                  | non disputati | Viene giocato il 1º Super Bowl.                                                                               |                              |
| 1967                               | 1967                               | NFL                                | Western                            | Coastal                            | 3                                  | 7                                  | 7                                  | 0                                  | non disputati | |                              |
| 1968                               | 1968                               | NFL                                | Western                            | Coastal                            | 3                                  | 7                                  | 6                                  | 1                                  | non disputati | |                              |
| 1969                               | 1968                               | NFL                                | Western                            | Coastal                            | 4                                  | 4                                  | 8                                  | 2                                  | non disputati | |                              |
| 1970                               | 1970                               | NFL                                | NFC                                | West                               | 1                                  | 10                                 | 3                                  | 1                                  | V Divisional play-off contro i Minnesota Vikings (17-14) S Conference Championship contro i Dallas Cowboys (17-10)                                                       | Inseriti nella NFC West a seguito della fusione tra AFL e NFL.                                                |                              |
| 1971                               | 1971                               | NFL                                | NFC                                | West                               | 1                                  | 9                                  | 5                                  | 0                                  | V Divisional play-off contro i Washington Redskins (24-20) S Conference Championship contro i Dallas Cowboys (14-3)                                                      | |                              |
| 1972                               | 1972                               | NFL                                | NFC                                | West                               | 1                                  | 8                                  | 5                                  | 1                                  | S Divisional play-off contro i Dallas Cowboys (30-28) | |                              |
| 1973                               | 1973                               | NFL                                | NFC                                | West                               | 4                                  | 5                                  | 9                                  | 0                                  | non disputati | |                              |
| 1974                               | 1974                               | NFL                                | NFC                                | West                               | 2                                  | 6                                  | 8                                  | 0                                  | non disputati | |                              |
| 1975                               | 1975                               | NFL                                | NFC                                | West                               | 2                                  | 5                                  | 9                                  | 0                                  | non disputati | |                              |
| 1976                               | 1976                               | NFL                                | NFC                                | West                               | 2                                  | 8                                  | 6                                  | 0                                  | non disputati | |                              |
| 1977                               | 1977                               | NFL                                | NFC                                | West                               | 3                                  | 5                                  | 9                                  | 0                                  | non disputati | |                              |
| 1978                               | 1978                               | NFL                                | NFC                                | West                               | 4                                  | 2                                  | 14                                 | 0                                  | non disputati | Da questa stagione le partite della stagione regolare diventano 16.                                           |                              |
| 1979                               | 197                                | NFL                                | NFC                                | West                               | 4                                  | 2                                  | 14                                 | 0                                  | non disputati | |                              |
| 1980                               | 1980                               | NFL                                | NFC                                | West                               | 3                                  | 6                                  | 10)                                | 0                                  | non disputati | |                              |
| 1981                               | 1981                               | NFL                                | NFC                                | West                               | 1                                  | 13                                 | 3                                  | 0                                  | V Divisional play-off contro i New York Giants (38-24) V Conference Championship contro i Dallas Cowboys (28-27) V Super Bowl XVI contro i Cincinnati Bengals (26-21)    | |                              |
| 1982                               | 1982                               | NFL                                | NFC                                |                                    | 11                                 | 3                                  | 6                                  | 0                                  | non disputati | A causa di uno sciopero nella stagione si disputarono solo 9 partite e non vi furono classifiche di Division. |                              |
| 1983                               | 1983                               | NFL                                | NFC                                | West                               | 1                                  | 10                                 | 6                                  | 0                                  | V Divisional play-off contro i Detroit Lions (24-23) S Conference Championship contro i Washington Redskins (24-21)                                                      | |                              |
| 1984                               | 1984                               | NFL                                | NFC                                | West                               | 1                                  | 15                                 | 1                                  | 0                                  | V Divisional play-off contro i New York Giants (21-10) V Conference Championship contro i Chicago Bears (28-30) V Super Bowl XIX contro i Miami Dolphins (38-16)         | |                              |
| 1985                               | 1985                               | NFL                                | NFC                                | West                               | 2                                  | 10                                 | 6                                  | 0                                  | S Wild Card Game contro i New York Giants (17-3) | |                              |
| 1986                               | 1986                               | NFL                                | NFC                                | West                               | 1                                  | 10                                 | 5                                  | 1                                  | S Divisional play-off contro i New York Giants (49-3) | |                              |
| 1987                               | 1987                               | NFL                                | NFC                                | West                               | 1                                  | 13                                 | 2                                  | 0                                  | S Divisional play-off contro i Minnesota Vikings (36-24) | In questa stagione a causa di uno sciopero hanno giocato una partita in meno.                                 |                              |
| 1988                               | 1988                               | NFL                                | NFC                                | West                               | 1                                  | 10                                 | 6                                  | 0                                  | V Divisional play-off contro i Minnesota Vikings (34-9) V Conference Championship contro i Chicago Bears (28-3) V Super Bowl XXIII contro i Cincinnati Bengals (20-16)   | |                              |
| 1989                               | 1989                               | NFL                                | NFC                                | West                               | 1                                  | 14                                 | 2                                  | 0                                  | V Divisional play-off contro i Minnesota Vikings (41-3) V Conference Championship contro i Los Angeles Rams (30-3) V Super Bowl XXIV contro i Denver Broncos (55-10)     | |                              |
| 1990                               | 1990                               | NFL                                | NFC                                | West                               | 1                                  | 14                                 | 2                                  | 0                                  | V Divisional play-off contro i Washington Redskins (28-10) S Conference Championship contro i New York Giants (15-13)                                                    | |                              |
| 1991                               | 1991                               | NFL                                | NFC                                | West                               | 3                                  | 10                                 | 6                                  | 0                                  | non disputati | |                              |
| 1992                               | 1992                               | NFL                                | NFC                                | West                               | 1                                  | 14                                 | 2                                  | 0                                  | V Divisional play-off contro i Washington Redskins (20-13) S Conference Championship contro i Dallas Cowboys (30-20)                                                     | |                              |
| 1993                               | 1993                               | NFL                                | NFC                                | West                               | 1                                  | 10                                 | 6                                  | 0                                  | V Divisional play-off contro i New York Giants (44-3) S Conference Championship contro i Dallas Cowboys (38-21)                                                          | |                              |
| 1994                               | 1994                               | NFL                                | NFC                                | West                               | 1                                  | 13                                 | 3                                  | 0                                  | V Divisional play-off contro i Chicago Bears (44-15) V Conference Championship contro i Dallas Cowboys (38-28) V Super Bowl XXIX contro i San Diego Chargers (49-26)     | |                              |
| 1995                               | 1995                               | NFL                                | NFC                                | West                               | 1                                  | 11                                 | 5                                  | 0                                  | S Divisional play-off contro i Green Bay Packers (27-17) | |                              |
| 1996                               | 1996                               | NFL                                | NFC                                | West                               | 2                                  | 12                                 | 4                                  | 0                                  | V Wild Card Game contro i Philadelphia Eagles (14-0) S Divisional play-off contro i Green Bay Packers (35-14)                                                            | |                              |
| 1997                               | 1997                               | NFL                                | NFC                                | West                               | 1                                  | 13                                 | 3                                  | 0                                  | V Divisional play-off contro i Minnesota Vikings (38-22) S Conference Championship Green Bay Packers (23-13)                                                             | |                              |
| 1998                               | 1998                               | NFL                                | NFC                                | West                               | 2                                  | 12                                 | 4                                  | 0                                  | V Wild Card Game contro i Green Bay Packers (30-27) S Divisional play-off contro i Atlanta Falcons (20-18)                                                               | |                              |
| 1999                               | 1999                               | NFL                                | NFC                                | West                               | 4                                  | 4                                  | 12                                 | 0                                  | non disputati | |                              |
| 2000                               | 2000                               | NFL                                | NFC                                | West                               | 4                                  | 6                                  | 10                                 | 0                                  | non disputati | |                              |
| 2001                               | 2001                               | NFL                                | NFC                                | West                               | 2                                  | 12                                 | 4                                  | 0                                  | S Wild Card Game contro i Green Bay Packers (25-15) | |                              |
| 2002                               | 2002                               | NFL                                | NFC                                | West                               | 1                                  | 10                                 | 6                                  | 0                                  | V Wild Card Game contro i New York Giants (39-38) S Divisional play-off contro i Tampa Bay Buccaneers 31-6)                                                              | |                              |
| 2003                               | 2003                               | NFL                                | NFC                                | West                               | 3                                  | 7                                  | 9                                  | 0                                  | non disputati | |                              |
| 2004                               | 2004                               | NFL                                | NFC                                | West                               | 4                                  | 2                                  | 14                                 | 0                                  | non disputati | |                              |
| 2005                               | 2005                               | NFL                                | NFC                                | West                               | 4                                  | 4                                  | 12                                 | 0                                  | non disputati | |                              |
| 2006                               | 2006                               | NFL                                | NFC                                | West                               | 3                                  | 7                                  | 9                                  | 0                                  | non disputati | |                              |
| 2007                               | 2007                               | NFL                                | NFC                                | West                               | 3                                  | 5                                  | 11                                 | 0                                  | non disputati | |                              |
| 2008                               | 2008                               | NFL                                | NFC                                | West                               | 2                                  | 7                                  | 9                                  | 0                                  | non disputati | |                              |
| 2009                               | 2009                               | NFL                                | NFC                                | West                               | 2                                  | 8                                  | 8                                  | 0                                  | non disputati | |                              |
| 2010                               | 2010                               | NFL                                | NFC                                | West                               | 3                                  | 6                                  | 10                                 | 0                                  | non disputati | |                              |
| 2011                               | 2011                               | NFL                                | NFC                                | West                               | 1                                  | 13                                 | 2                                  | 0                                  | V Divisional play-off contro i New Orleans Saints (36-32) S NFC Championship contro i New York Giants (17-20 all'overtime)                                               | |                              |
| 2012                               | 2012                               | NFL                                | NFC                                | West                               | 1                                  | 11                                 | 4                                  | 1                                  | V Divisional play-off contro i Green Bay Packers (31-45) V NFC Championship contro gli Atlanta Falcons (28-24) S Super Bowl XLVII contro i Baltimore Ravens (34-31)      | |                              |
| 2013                               | 2013                               | NFL                                | NFC                                | West                               | 2                                  | 12                                 | 4                                  | 0                                  | V Wild Card Game contro i Green Bay Packers (23-20) V Divisional play-off contro i Carolina Panthers (23-10) S Conference Championship contro i Seattle Seahawks (17-23) | |                              |
| 2014                               | 2014                               | NFL                                | NFC                                | West                               | 2                                  | 8                                  | 8                                  | 0                                  | non disputati | |                              |
| 2015                               | 2015                               | NFL                                | NFC                                | West                               | 4                                  | 5                                  | 11                                 | 0                                  | non disputati | |                              |
| 2016                               | 2016                               | NFL                                | NFC                                | West                               | 4                                  | 2                                  | 14                                 | 0                                  | non disputati | |                              |
| 2017                               | 2017                               | NFL                                | NFC                                | West                               | 4                                  | 6                                  | 10                                 | 0                                  | non disputati | |                              |
| 2018                               | 2018                               | NFL                                | NFC                                | West                               | 3                                  | 4                                  | 12                                 | 0                                  | non disputati | |                              |
| Totale                             | Totale                             | Totale                             | Totale                             | Totale                             | Totale                             | 570                                | 486                                | 16                                 | Record di stagione regolare | Record di stagione regolare                                                                                   | Record di stagione regolare  |
| Totale                             | Totale                             | Totale                             | Totale                             | Totale                             | Totale                             | 31                                 | 21                                 |                                    | Record dei play-off | Record dei play-off                                                                                           | Record dei play-off          |
| Totale                             | Totale                             | Totale                             | Totale                             | Totale                             | Totale                             | 601                                | 507                                | 16                                 | Stagione regolare e play-off | Stagione regolare e play-off                                                                                  | Stagione regolare e play-off |

Legenda
- Vittoria nel Super Bowl (dal 1966)
- Vittoria nella lega (1920-1969)
- Vittoria nella Conference

- Vittoria nella Division
- Qualificazione al Wild Card Game (dal 1978)
- V = Vittorie

- S = Sconfitte
- P = Pareggi
- T = Posizione a pari merito